# Filogenia

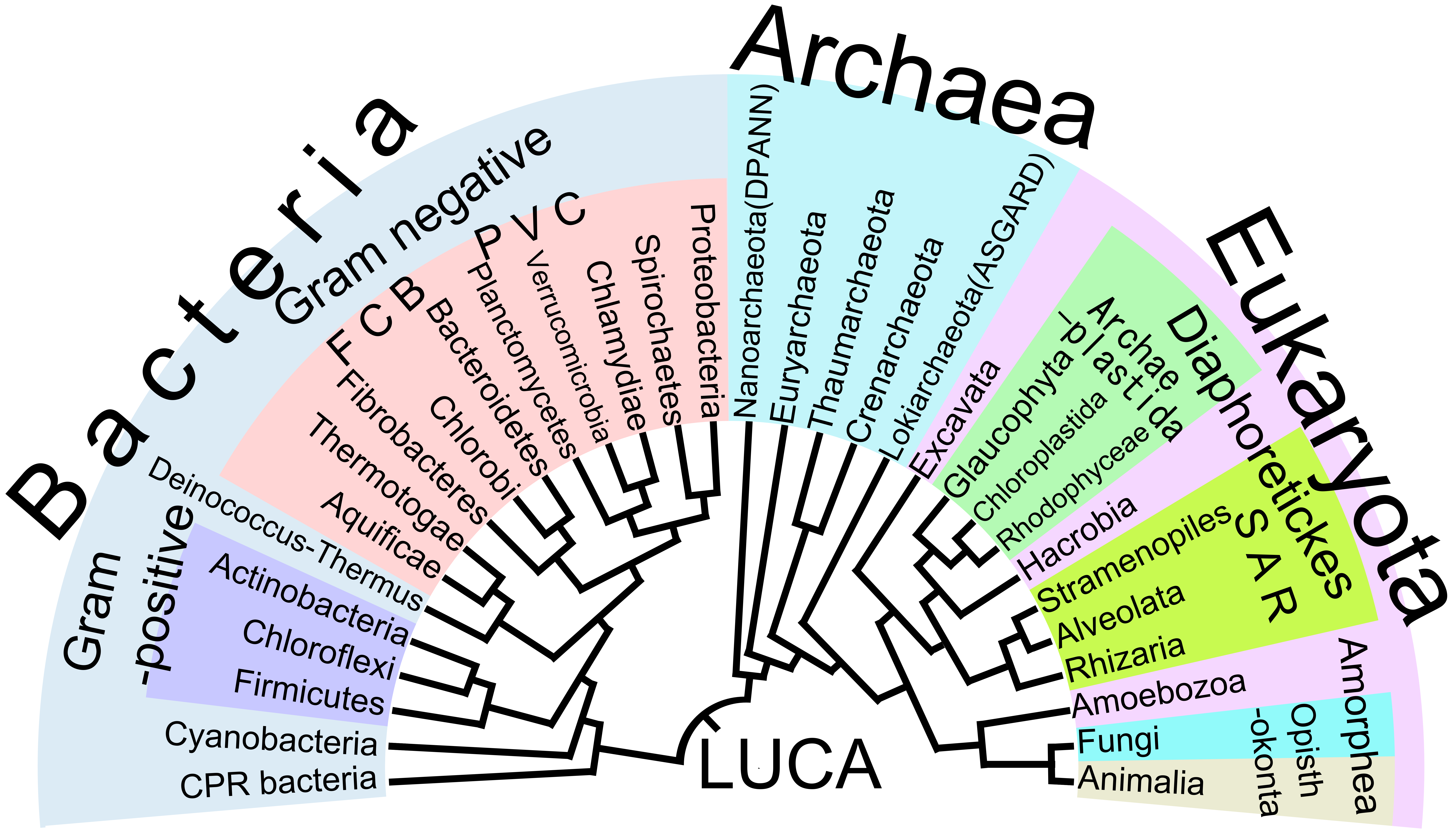
Árbol filogenético de los seres vivos según análisis ribosómicos recientes. LUCA es la sigla en inglés para Último antepasado común universal

La filogenia es la relación de parentesco entre especies o taxones en general. Aunque el término también aparece en lingüística histórica para referirse a la clasificación de las lenguas humanas según su origen común, el término se utiliza principalmente en su sentido biológico.
La filogenética es una disciplina de la biología evolutiva que se ocupa de comprender las relaciones históricas  entre diferentes grupos de organismos a partir de la distribución en un árbol o cladograma dicotómico de los caracteres derivados (sinapomorfías) de un antecesor común a dos o más taxones que contiene aquellos caracteres plesiomórficos en común. Incluso en el campo del cáncer, la filogenética permite estudiar la evolución clonal de los tumores y la cronología molecular, viéndose como varían las poblaciones celulares a lo largo de la progresión de la enfermedad, incluso durante el tratamiento de la misma, mediante el empleo de técnicas de secuenciación del genoma completo en muestras de ADN circulante tumoral.
Para reconstruir la filogenia de un grupo taxonómico (familia, género, subgénero, etc.) es imprescindible construir matrices basadas en datos morfológicos y/o moleculares (ADN, ARN y proteínas). Las matrices son analizadas con determinados algoritmos que permiten encontrar los árboles filogenéticos, más cortos siguiendo el principio de parsimonia que supone la menor cantidad de cambios bajo el supuesto de que la evolución acontece de la manera más simple, esto es: los árboles que son considerados como la mejor opción filogenética son aquellos más cortos, es decir, más parsimoniosos. Interpretar los árboles obtenidos implica rastrear la historia del grupo bajo un paradigma evolutivo basado en el supuesto de un antecesor común del que van derivando cada uno de los clados, considerando que estos solo se sustentan por homologías. La condición de homología es resultante de la aceptación a priori de la existencia de monofilia. Explicar las relaciones de filogenéticas sobre la base del mapa de caracteres que ofrecen los cladogramas permite construir clasificaciones más naturales, uno de los propósitos centrales de la sistemática, una disciplina cuyos orígenes, en términos académicos, se remontan a los aportes de Linneo.
No obstante, muchas clasificaciones han tenido diversos propósitos y responden a metodologías y criterios diferentes. Las primeras han sido artificiales y meramente utilitarias; otras se han basado en criterios que la ciencia ha depuesto en la actualidad, sustituyendo las categorías taxonómicas o los sistemas de clasificación creados bajo esas metodologías por otros que son legitimados por los científicos. Entre las corrientes más relevantes respecto de las clasificaciones biológicas mediadas por la metodología se encuentran en la actualidad dos programas de investigación que en sus inicios se presentaron como antagónicos: el feneticismo y el cladismo y que si bien comparten el propósito de encontrar un sistema que ordene a la diversidad de especies y de categorías taxonómicas se basan en postulados, supuestos y teorías auxiliares diversas y en metodologías diferentes. La sistemática filogenética se ha impuesto con el devenir de los años a causa de que la homología (que no constituye una premisa bajo la lógica feneticista) es consistente con el supuesto de un antecesor común y,  por lo tanto, congruente con la evolución y en consecuencia con la posibilidad de definir arreglos taxonómicos más naturales. 
Esta necesidad de conocer la historia evolutiva de los seres vivos se inicia con la publicación de El origen de las especies por Charles Darwin en 1859, aunque existen ideas previas que al menos desde Aristóteles han intentado explicar la diversidad de las formas de vida y sus relaciones. No obstante, explicar las relaciones históricas entre especies en función de la evolución es una tarea interminable y provisoria tal como lo es el conocimiento científico, sujeto a marcos teóricos y a coyunturas políticas. Uno de los hitos en relación con la justificación de estas relaciones fueron las contribuciones de Willi Hennig (entomólogo alemán, 1913-1976), Walter Zimmermann (botánico alemán, 1892-1980), Warren H. Wagner, Jr. (botánico estadounidense, 1920-2000) entre otros por la centralidad de sus aportes, tanto desde el punto de vista teórico como metodológico.´

## Técnicas y uso
- Filogenética molecular: es la técnica de la filogenia que investiga las relaciones de los seres vivos mediante análisis moleculares de la secuencia de ADN, ARN y proteínas. La filogenética molecular es la técnica principal que usan los biólogos evolutivos para inferir las relaciones entre los seres vivos y es la que se usa únicamente para resolver las relaciones entre los microorganismos. Las similitudes en la secuencia de nucleótidos y aminoácidos se interpretan como sinapomorfías en el análisis, no obstante las similitudes en la secuencia pueden ser variadas porque un organismo puede presentar la misma secuencia con dos o más organismos estrechamente emparentados, lo que lleva a que se sugieran dos o más relaciones alternativas. La filogenética molecular ha ayudado establecer más clados evolutivos que la filogenética morfológica y ha corregido muchas de sus interpretaciones erróneas. La filogenética molecular también puede verse sesgada por la rápida mutación o evolución de algunos linajes, ya que pueden agruparse incorrectamente en el árbol filogenético por el artefacto de atracción de ramas largas, cuando no se utilizan mejores métodos o estrategias.
- Filogenética morfológica: es la técnica de la filogenia que investiga las relaciones de los seres vivos mediante análisis morfológicos como anatomía comparada, homología, embriología, alometría y fósiles. Las similitudes morfológicas entre organismos pueden ser un indicativo de parentesco, pero posteriormente se demostró que las similitudes morfológicas pueden evolucionar convergentemente en linajes. Actualmente, se usan ciertos caracteres morfológicos (sinapomorfías) que pueden emplearse para determinar las relaciones. La filogenética morfológica es empleada por los paleontólogos para determinar las relaciones entre los fósiles y los grupos existentes. También es usada por algunos zoólogos y botánicos evolutivos para determinar ciertos caracteres morfológicos válidos entre sus grupos de estudio (animales y plantas). Antiguamente, se usó para estudiar las relaciones entre los microorganismos, pero su uso quedó obsoleto debido a la ausencia de caracteres morfológicos en estos grupos.
- Filogenética molecular-estructural: es una técnica filogenética novedosa que investiga las relaciones mediante un tipo de biomolécula específico o similar que porten los organismos, sin tomar en cuenta la secuencia. Es similar a la filogenética morfológica en el hecho de que la sinapomorfía es una biomolécula única o similar que portan dichos organismos sin recurrir a la secuencia. Por ejemplo las bacterias son un dominio que se caracteriza por tener una pared celular de peptidoglicanos. Las bacterias de Sphingobacteria se caracterizan por tener esfingolípidos. Los dominios de virus Riboviria, Duplodnaviria, Adnaviria y Varidnaviria se determinaron filogenéticamente mediante la presencia de una proteína única o similar estructuralmente.

## Caracteres y estados del carácter
El primer paso para reconstruir la filogenia de los organismos es determinar cuán parecidos son entre sí en su morfología, anatomía, embriología, biogeografía, moléculas de ADN, ARN y proteínas, ya que en última instancia estos parecidos son un indicador de su parecido genético, y, por lo tanto, de sus relaciones evolutivas.
- La evolución es un proceso muy lento, y en la gran mayoría de los casos nadie la ha visto suceder. Lo que se maneja es una serie de hipótesis acerca de cómo ocurrió la diversificación de los organismos, que desembocó en la aparición de las distintas especies variadamente relacionadas entre sí. Esas hipótesis son las que determinan cómo deberían analizarse los organismos para determinar su filogenia. Supongamos una única población ancestral de plantas. Para establecer que los organismos que componen esta población son morfológicamente similares entre sí determinamos una serie de caracteres: color de pétalo, leñosidad del tallo, presencia o ausencia de tricomas en las hojas, cantidad de estambres, fruto seco o carnoso, y rugosidad de la semilla. Todas las plantas de esta población ancestral comparten los mismos estados del carácter para cada uno de ellos: los pétalos son blancos, el tallo herbáceo, las hojas sin tricomas, los estambres son 5, el fruto es seco, y la semilla lisa. Finalmente, mediante algún mecanismo de aislamiento reproductivo, la población se divide en dos subpoblaciones que no intercambian material genético entre sí. Al cabo de algunas generaciones se va haciendo evidente que aparecen mutantes en las dos subpoblaciones nuevas, algunos de ellos son más exitosos reproductivamente que el resto de la población y, por lo tanto, después de unas generaciones más, su genotipo se convierte en el dominante en esa población. Como las mutaciones ocurren al azar en cada subpoblación, y la probabilidad de que ocurra espontáneamente la misma mutación en cada subpoblación es muy baja, las dos poblaciones van acumulando diferentes mutaciones exitosas, generando diferentes genotipos, que se pueden ver reflejados en los cambios que ocurren en los estados de los caracteres. Así por ejemplo, la subpoblación 1 pasó a poseer el tallo leñoso, y la subpoblación 2 pasó a poseer los pétalos rojos (pero conservando el tallo herbáceo ancestral). Como resultado, la última generación de plantas corresponde a dos poblaciones muy similares entre sí, con muchos caracteres compartidos, salvo la leñosidad del tallo y el color de los pétalos. Nosotros en nuestra corta vida solo vemos este resultado de la evolución, e hipotetizamos que lo que ocurrió fue el proceso que se indica más arriba. Esta hipótesis se puede reflejar en un árbol filogenético, un diagrama que resume las relaciones de parentesco entre los ancestros y sus descendientes, como el siguiente:

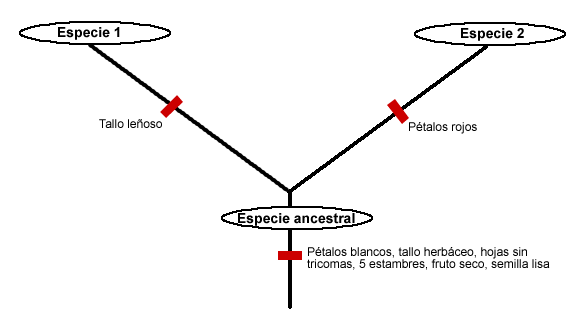
Árbol filogenético que muestra cómo después de un evento de aislamiento reproductivo entre dos poblaciones de la misma especie, apareció una mutación exitosa en cada subpoblación, que pasaron a diferenciarse entre ellas mediante la observación de los estados de sus caracteres.

En el cladograma, la especie 1 comparte con su ancestro todos los estados de los caracteres salvo el tallo, que es leñoso. La especie 2 comparte a su vez con su ancestro todos los caracteres salvo el color de los pétalos, que es rojo. Las dos especies comparten entre sí todos los caracteres salvo la leñosidad del tallo y el color de los pétalos. En este ejemplo, se han establecido 2 linajes: secuencias de poblaciones desde el ancestro hasta los descendientes.
En los inicios de la sistemática, los caracteres utilizados para comparar a los grupos entre sí eran conspicuos, principalmente morfológicos. A medida que se acumuló más conocimiento se empezó a tomar cada vez más cantidad de caracteres crípticos, como los anatómicos, embriológicos, serológicos, químicos y finalmente caracteres del cariotipo y los derivados del análisis molecular. 
Los caracteres correspondientes al ancestro de un grupo de organismos que son retenidos por el grupo se dice que son plesiomórficos (ancestrales), mientras que los que fueron adquiridos exclusivamente por ese grupo (en el ejemplo, el tallo leñoso para la especie 1 o los pétalos rojos para la especie 2) se dice que son sinapomórficos o derivados ("nuevos"). Nótese que solo la presencia de sinapomorfías nos indica que se ha formado un nuevo linaje, nótese también que en árboles filogenéticos más extensos, como el siguiente:

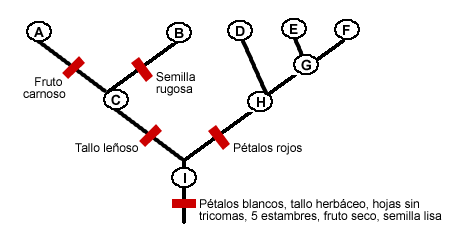
Árbol filogenético que muestra un ejemplo de diversificación de una especie ancestral en 5 especies presentes en la actualidad.

el mismo carácter puede ser una sinapomorfía o una plesiomorfía, según desde qué porción del árbol se la observe. Por ejemplo, el tallo leñoso es una sinapomorfía de C (y de C+A+B) pero una plesiomorfía para A, ya que comparte ese estado del carácter con B a través de su ancestro común. Otra forma de decirlo es que el tallo leñoso es un carácter derivado desde el punto de vista de la población original, pero es ancestral para A y para B.
El aspecto del árbol filogenético (su topología) solo está dado por las conexiones entre sus nodos, y no por el orden en que son diagramados. Así, [[A+B]+C] es el mismo árbol que [C+[A+B]]. La topología tampoco está dada por la posición en que el árbol es dibujado, a veces se los dibuja erectos (con el ancestro abajo y los grupos terminales arriba), a veces se los dibuja recostados (con el ancestro a la izquierda y los grupos terminales a la derecha). Las dos formas de dibujarlos son igualmente válidas. En los árboles filogenéticos como los aquí expuestos, el largo de las ramas tampoco da ninguna información acerca de cuánto diverge ese linaje en términos de sus caracteres ni acerca de en qué momento geológico ocurrió el aislamiento de ese linaje (pero hay árboles que sí dan esa información).

## Monofilia, parafilia y polifilia

Grupos filogenéticos: monofilético, parafilético, polifilético.

Un grupo formado por un ancestro y todos sus descendientes se denomina monofilético, también llamado clado. Al grupo al que se le ha excluido alguno de sus descendientes se lo llama parafilético. Los grupos formados por los descendientes de más de un ancestro se denominan polifiléticos.[cita requerida]
Por ejemplo, se cree que las aves y los reptiles descienden de un único ancestro común, luego este grupo taxonómico (amarillo en el diagrama) es considerado monofilético. Los reptiles actuales como grupo también tienen un ancestro común a todos ellos, pero ese grupo (reptiles modernos) no incluye a todos los descendientes de tal ancestro porque se está dejando a las aves fuera (solo incluye los de color cian en el diagrama); por lo que un grupo así se dice[¿quién?] que es parafilético. Un grupo que incluyera a los vertebrados de sangre caliente contendría solo a los mamíferos y las aves (rojo/naranja en el diagrama) y sería polifilético, porque entre los miembros de este agrupamiento no está el más reciente ancestro común de ellos. Los animales de sangre caliente son todos descendientes de un ancestro de sangre fría. La condición endotérmica ("sangre caliente") ha aparecido dos veces, independientemente, en el ancestro de los mamíferos, por un lado, y en el de las aves (y quizá algunos o todos los dinosaurios), por otro.[cita requerida]
Algunos autores sostienen[¿quién?] que la diferencia entre grupos parafiléticos y polifiléticos es sutil, y prefieren llamar a estos dos tipos de asemblajes como "no monofiléticos". Muchos taxones largamente reconocidos de plantas y animales resultaron ser no monofiléticos según los análisis de filogenia hechos en las últimas décadas, por lo que muchos científicos recomendaron abandonar su uso, ejemplos de estos taxones son Prokaryota, Protista, Pisces, Reptilia, Pteridophyta, Dicotyledoneae, y varios otros más. Como su uso está muy extendido por haber sido tradicionalmente reconocidos, y porque muchos científicos consideran a los taxones parafiléticos válidos (discusión que aún no está terminada en el ambiente científico, el ejemplo más claro de un taxón que muchos[¿quién?] desean conservar quizás sean los reptiles), a veces se indica el nombre del taxón, con la salvedad de que su nombre se pone entre comillas, para indicar que el taxón no se corresponde con un clado.[cita requerida]

## El rol de las sinapomorfías en el análisis filogenético
Las sinapomorfías que caracterizan a cada grupo monofilético son estados de los caracteres que se originaron en el ancestro común a todos los miembros del grupo, pero que no estaban presentes en los ancestros anteriores a estos, ancestros comunes tanto a los miembros del grupo como a otros grupos más. Hay que tener en cuenta que si bien una sinapomorfía es un estado del carácter que se hipotetiza que está presente en el ancestro del grupo, no necesariamente será encontrada en todos sus descendientes, debido a que la evolución puede modificarla y hasta revertirla a su estado anterior por azar (proceso que se conoce como reversión). Por lo tanto, no está garantizado que una lista de sinapomorfías vaya a encontrarse en todos los miembros de un grupo, y solo mediante un síndrome de caracteres podemos asegurarnos de que cada miembro pertenece a ese clado.[cita requerida]
El concepto de sinapomorfía fue formalizado por primera vez por Hennig (1966) y Wagner (1980). Mucho del análisis filogenético actual se basa en la búsqueda de sinapomorfías que permitan establecer grupos monofiléticos. En ese sentido, son revolucionarios los análisis moleculares de ADN que se están realizando desde hace algunos años, que entre otras técnicas determinan la secuencia de bases del mismo trozo de ADN en diferentes taxones, y comparan directamente sus secuencias de bases. En estos análisis, que se realizan con secuencias conservadas de genes concretos (como el ARNr), cada base es un carácter, y los posibles estados del carácter son las 4 posibles bases: adenina, timina, guanina y citosina. Si bien las sinapomorfías encontradas a través de los análisis moleculares de ADN son oscuras y no son útiles para identificar organismos en el campo o para plantear hipótesis acerca de la adaptación de los organismos a su ambiente, poseen ventajas (como la cantidad de caracteres medidos con poca cantidad de recursos, el establecimiento de caracteres menos subjetivos que los basados en fenotipos), que le otorgan a los análisis filogenéticos una precisión sin precedentes, obligando en muchas ocasiones a abandonar hipótesis evolutivas largamente reconocidas. Además, según la hipótesis del reloj molecular, la comparación de secuencias de ADN permite no solo determinar la distancia genética entre dos especies, sino además estimar el tiempo transcurrido desde el último antecesor común.[cita requerida]

### Sinapomorfías y especies
La regla para construir los árboles filogenéticos es el reconocimiento de grupos monofiléticos (clados) a partir de sus sinapomorfías (estados de los caracteres comunes al grupo). Esto es cierto para todos los nodos del árbol salvo el terminal, a nivel de las especies. No se puede establecer monofilia a nivel de las especies debido a que la naturaleza de las relaciones entre los organismos cambia por encima y por debajo del nivel de especie: por encima del nivel de especie, organismos de dos clados diferentes no pueden cruzarse entre sí y dar descendencia fértil, por lo que sus bagajes genéticos se mantienen sin mezclarse. Por debajo del nivel de especie, existe interfertilidad entre los organismos, por lo que el genoma de cada organismo es el resultado del cruce de dos genomas diferentes. Esta diferencia se puede esquematizar como un árbol ramificado para representar a todas las agrupaciones de organismos por encima del nivel de especie, pero en los organismos que pertenecen a la misma especie, las ramas del árbol se entrecruzan entre sí creando una red interconectada de organismos. Como muchas poblaciones del planeta están en diferentes etapas del proceso de especiación, y a veces se reconocen dos poblaciones diferentes como especies diferentes a pesar de ser algo interfértiles, entonces no es fácil determinar si un estado de un carácter es exclusivo de una de las especies o pertenece también en una baja proporción no muestreada a la otra especie, o si pertenecerá en algún momento debido a una hibridación casual, a la otra especie.